# 폴란드센터
폴란드센터(폴란드어: Polskie Centrum 폴스키에 첸트룸[*]는 폴란드 제2공화국의 정당연합이었다.

## 개요
폴란드센터는 전국인민연합, 가톨릭국민당, 폴란드 국경연합으로 구성되어 있으며 1922년 총선에서 3%를 기록하여 6석을 흭득하였다.